# Protaetia alboguttata
Protaetia alboguttata är en skalbaggsart som beskrevs av Nicholas Aylward Vigors 1826. Protaetia alboguttata ingår i släktet Protaetia och familjen Cetoniidae. Inga underarter finns listade i Catalogue of Life.

## Bildgalleri

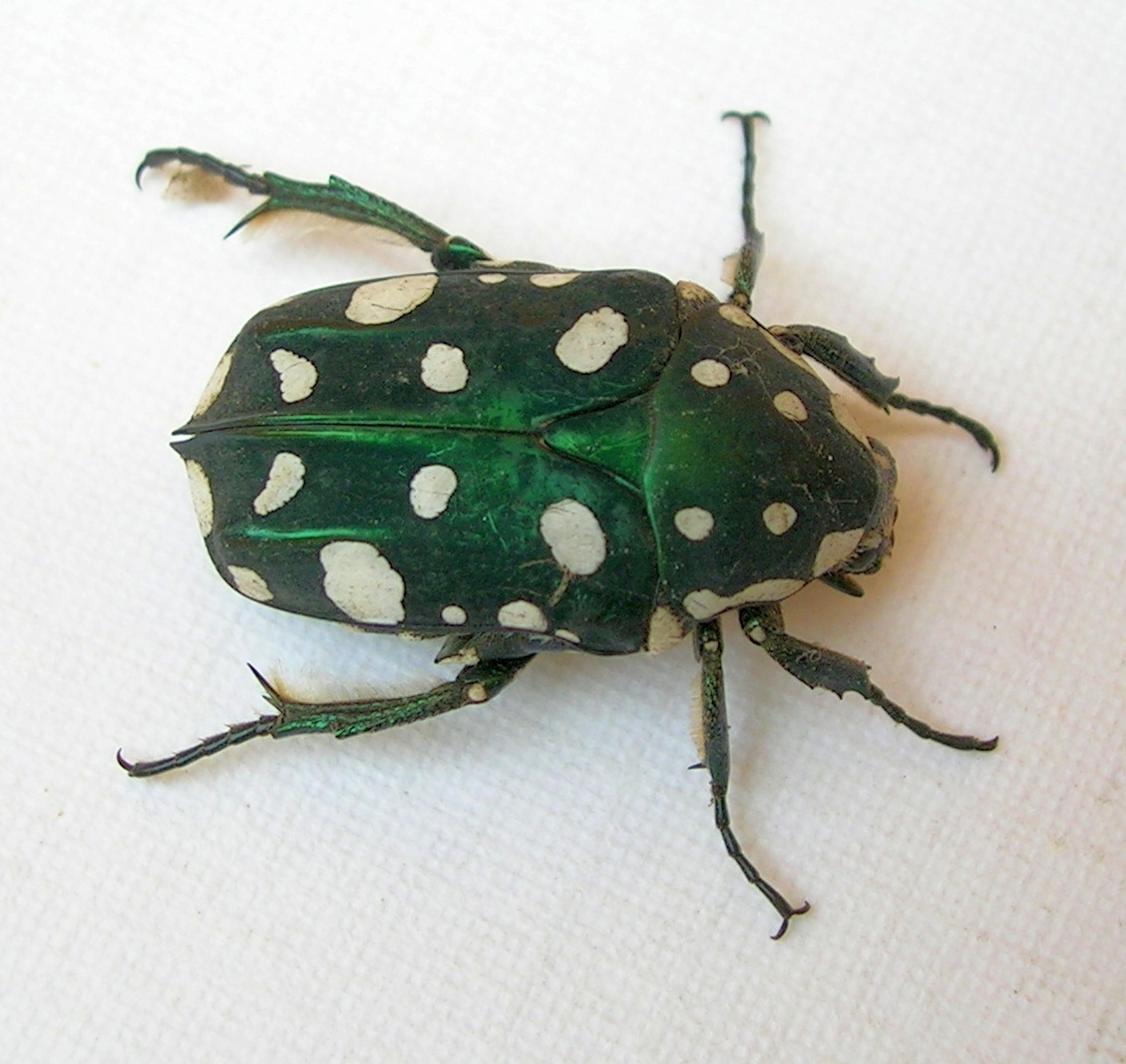
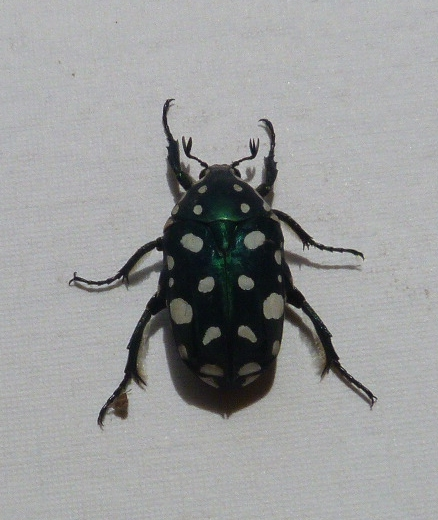
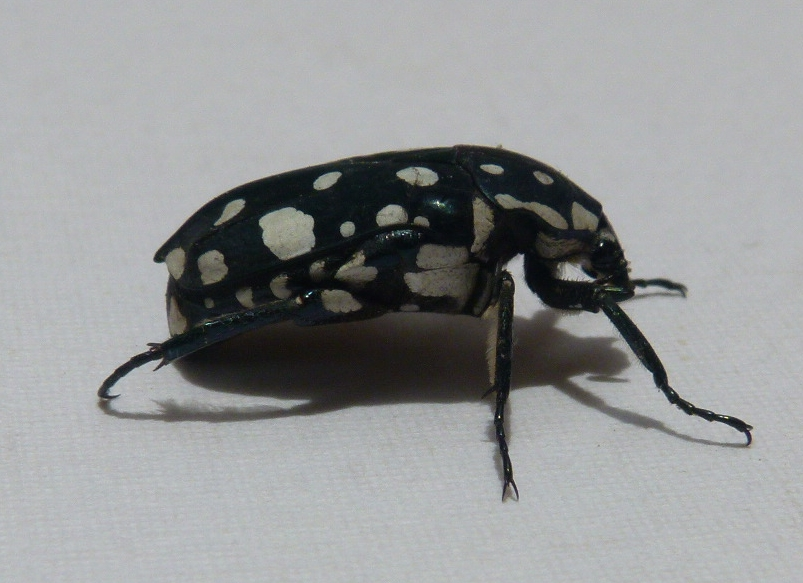